# 海蘭鎮區 (阿肯色州夏普縣)
海蘭鎮區（英語：Highland Township）是位於美國阿肯色州夏普縣的一個行政鎮區。

## 地方資料
海蘭鎮區的面積為50.01平方千米，當中陸地面積為49.86平方千米，而水域面積為0.15平方千米。根據2010年美國人口普查的數據，當地共有人口1097人，而人口密度為每平方千米21.94人。